# Tetragnatha levii
Tetragnatha levii är en spindelart som beskrevs av Yutaka Okuma 1992. Tetragnatha levii ingår i släktet sträckkäkspindlar, och familjen käkspindlar. Inga underarter finns listade i Catalogue of Life.